# Past Midnight
Past Midnight (Sombras del pasado en España y Después de medianoche en Hispanoamérica) es un telefilme dramático de 1991. El telefilme fue dirigido por Jan Eliasberg y protagonizado por Rutger Hauer y Natasha Richardson.

## Argumento
Un hombre, Ben Jordan, abandona la cárcel después de cumplir allí 15 años de condena por haber acusado de acuchillar a su mujer embarazada hasta provocarle la muerte. Una vez puesto en libertad se le pone a su lado a la asistenta social Laura Matthews, que cree en su inocencia e inicia una investigación sobre el caso. Ambos se enamoran y todo parece ir bien hasta que alguien empieza a amenazar a ella.

## Reparto
| Actor              | Papel           |
| ------------------ | --------------- |
| Rutger Hauer       | Ben Jordan      |
| Natasha Richardson | Laura Matthews  |
| Clancy Brown       | Steve Lundy     |
| Kibibi Monie       | Dorothy Coleman |
| Tom Wright         | Lee Samuels     |
| Dana Eskelson      | Kathy Tudor     |
| Ted D'Arms         | Bill Tudor      |
| Paul Giamatti      | Larry Canipe    |

## Recepción
En el presente, el telefilme ha sido valorado en portales cinematográficos. En IMDb, con aproximadamente 1500 votos registrados el telefilme obtiene una media ponderada de 5,6 sobre 10.